# Автошлях E82
Європейський маршрут E82 є автомагістраллю класу А, що з'єднує Порту, Португалія з містом Тордесільяс, Іспанія. Протяжність маршруту — 380 км.

## Міста, через які проходить автомагістраль
- Португалія: Порту - Амаранті - Віла-Реал -  Браганса -
- Іспанія: Замора - Тордесільяс

## Див. Також
- Список європейських автомобільних маршрутів